# Beatrice av Frankrike
Beatrice av Frankrike, född 938, död 1003, var en hertiginna av Övre Lothringen, gift med hertig Fredrik I av Övre Lothringen. 
Hon var regent för sin son Thierry I av Övre Lothringen under hans omyndighet mellan 978 och 980. 